# Dreilappiges Peitschenmoos

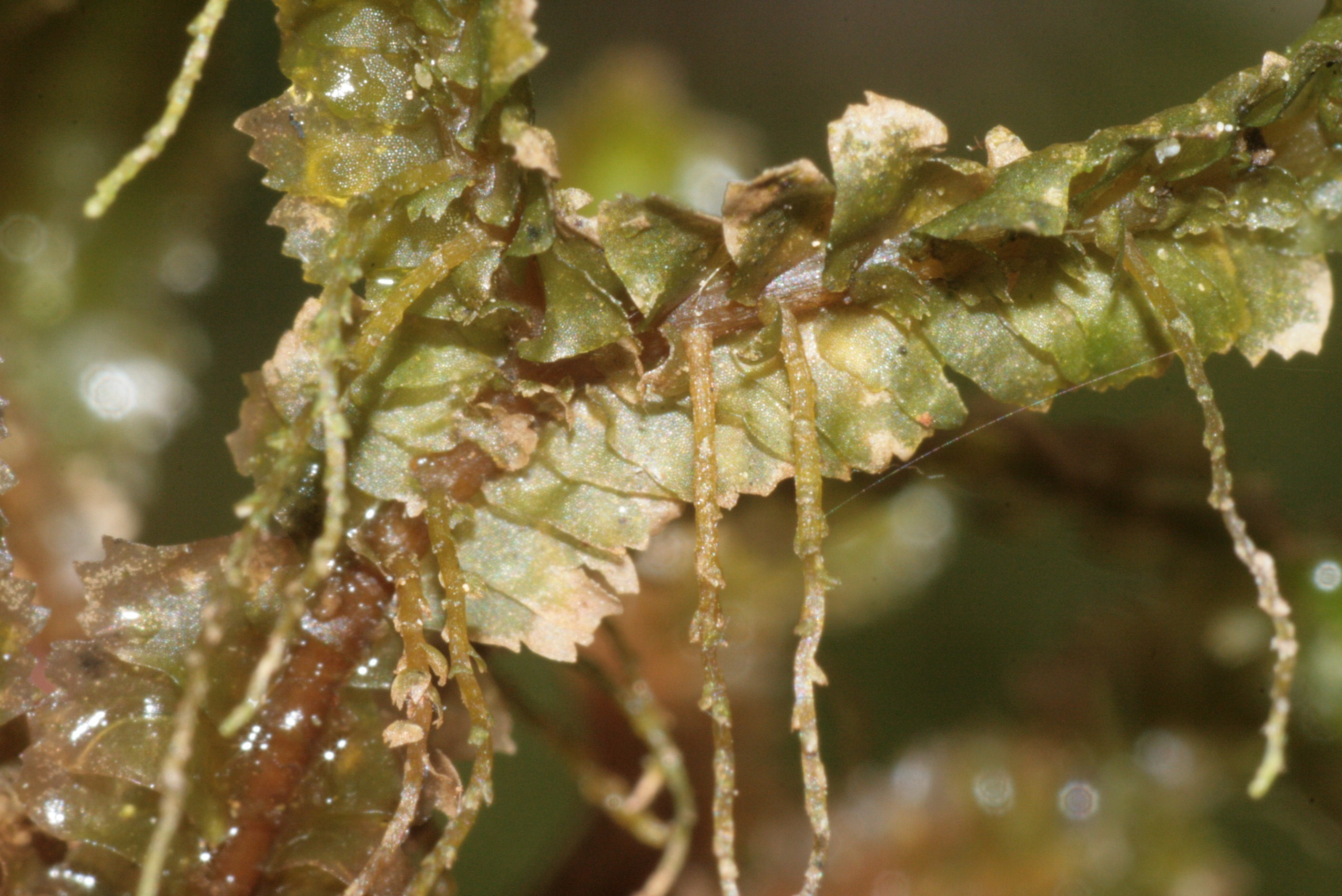
Stämmchenunterseite mit peitschenförmigen Flagellen

Das Dreilappige Peitschenmoos (Bazzania trilobata) ist eine Lebermoos-Art aus der Familie Lepidoziaceae und gehört zur Gruppe der beblätterten Lebermoose.

## Merkmale
Die großen und kräftigen Pflanzen dieser Art wachsen meist in ausgedehnten, dunkelgrünen Rasen oder Polstern Die einzelnen Sprosse sind gabelig verzweigt, wachsen aufsteigend bis aufrecht, sind abgeflacht bis konvex, 3 bis 6 Millimeter breit und gewöhnlich um 3 bis 5 Zentimeter, seltener bis 20 Zentimeter lang. Flankenblätter sind länglich eiförmig mit drei kurzen, breiten Zähnen an der Blattspitze, oberschlächtig und dicht dachziegelig angeordnet. Unterblätter sind viel kleiner als die Flankenblätter, 4-zähnig, meist etwas breiter als lang und so breit oder etwas breiter als das Stämmchen. Charakteristisch sind die peitschenförmigen, bis 5 Zentimeter langen Flagellen an der Stämmchenunterseite. Die Laminazellen sind in der Blattmitte etwa 30 bis 40 µm groß, haben kräftige bis knotige Eckverdickungen und pro Zelle 6 bis 10 Ölkörper.
Die Art ist zweihäusig. Sporogone sind sehr selten. Das Perianth ist bis 6 Millimeter lang und 1 Millimeter breit, die Seta 5 bis 7 Zentimeter lang.

## Varietät
Eine kleinwüchsige Form dieser Art ist Bazzania trilobata var. depauperata (Müll. Frib.) Grolle. Diese hat 1 bis 1,5 Millimeter breite Sprosse, mehr rechteckige Blätter und etwas kleinere Laminazellen mit kräftig verdickten Zellecken.

## Standortansprüche und Verbreitung
Das Dreilappige Peitschenmoos wächst auf feucht-schattigen (die var. depauperata an trockeneren und schattigen) Standorten, besonders auf kalkfreiem Waldboden und an kalkfreien Felsen, weiters auf morschem Holz. In den Gebirgen ist es verbreitet, in der Ebene meist selten. In den Alpen steigt es bis in Höhen um 1600 Meter. Es ist in der nördlichen Hemisphäre verbreitet.